# Medaille voor Langdurige Dienst
Denemarken kent verschillende Medailles voor Langdurige Dienst in de strijdkrachten en in de reserve. Ze worden aan hetzelfde vijfhoekig gevouwen rode lint met brede witte middenstreep gedragen. De Medaille voor Langdurige Dienst in de Reserve heeft een afwijkend lint.
- Medaille voor Langdurige Dienst in de Marine

("Deens: "Hæderstegn for God Tjeneste ved Søetaten"). De dragers plaatsen de letters
H.T.S. achter hun naam.
De op 29 januari 1801 ingestelde medaille wordt verleend voor 25 en 40 jaar dienst.
- Medaille voor Langdurige Dienst in het Leger

("Deens: "Hæderstegn for God Tjeneste ved Hæren"). De dragers plaatsen de letters
H.T.H. achter hun naam.
De op 26 september 1945 ingestelde medaille wordt verleend voor 25 en 40 jaar dienst.
- Medaille voor Langdurige Dienst in de Luchtmacht

("Deens: "Hæderstegn for God Tjeneste ved Flyvevåbnet"). De dragers plaatsen de letters
H.T.F. achter hun naam.
De op 11 maart 1953 ingestelde medaille wordt verleend voor 25 en 40 jaar dienst.
- Medaille voor Langdurige Dienst in de Strijdkrachten

("Deens: "Hæderstegn for God Tjeneste"). De dragers plaatsen de letters
F.H.T. achter hun naam.
De op 11 maart 1953 ingestelde medaille wordt verleend voor 25 en 40 jaar dienst.
- Medaille voor Langdurige Dienst in de Reserve

("Deens: "Hæderstegn for God Tjeneste i Forsvarets Reserve"). De dragers plaatsen de letters
F.F.R. achter hun naam.
De op 16 april 1978 ingestelde medaille wordt verleend voor 25 jaar dienst.

## Buiten de strijdkrachten zijn er deze medailles voor langdurige dienst
- Medaille voor 25 Jaar Dienst in de Burgerwacht

("Deens: "Hjemmeværnets 25 års-tegn"). De dragers plaatsen de letters
Hjv.25. achter hun naam. De op 25 november 1973 ingestelde medaille wordt verleend voor 25 jaar dienst.
- Medaille voor 40 Jaar Dienst in de Burgerwacht

("Deens: "Hjemmeværnets 40 års-tegn"). De dragers plaatsen de letters
Hjv.40. achter hun naam. De op 6 september 1988 ingestelde medaille wordt verleend voor 40 jaar dienst.
- Medaille voor 50 Jaar Dienst in de Burgerwacht

("Deens: "Hjemmeværnets 50 års-tegn"). De dragers plaatsen de letters
Hjv.50. achter hun naam. De op 12 april 2000 ingestelde medaille wordt verleend voor 50 jaar dienst.
- Medaille voor 60 Jaar Dienst in de Burgerwacht

("Deens: "Hjemmeværnets 60 års-tegn"). De dragers plaatsen de letters
Hjv.60. achter hun naam. De op 12 juni 2009 ingestelde decoratie wordt verleend voor 60 jaar dienst.
- 'Medaille voor Langdurige Dienst in de Bevolkingsbescherming

("Deens: "Hæderstegnet for 25 års god tjeneste i Civilforsvaret").
 De dragers plaatsen de letters
H.T.C.F achter hun naam.
De op 25 april 1963 door Frederik IX van Denemarken ingestelde decoratie wordt verleend voor 25 jaar dienst.

Men draagt de ronde zilveren medaille aan een tot een vijfhoek gevouwen asymmetrisch
 rood met wit lint op de linkerborst.

Op de voorzijde is het gekroonde koninklijke monogram afgebeeld,
 de keerzijde toont een wapen met een vlammende granaat en het rondschrift "fortjent".
- Ereteken van de Burgerbescherming

("Deens: "Beredskabsforbundets Hæderstegn"). De dragers plaatsen de letters C.F.F.H achter hun naam. De op 9 november 1956 ingestelde decoratie wordt verleend voor opmerkelijke bijdragen gedurende een langere periode, meestal gaat het om 15 jaar. Onder de gedecoreerden vindt men behalve blokhoofden ook brandweercommandanten en politici.
- 'Medaille voor Langdurige Dienst in de Brandweer

("Deens: "Hæderstegn for God Tjeneste i Brandvæsnet"). De dragers plaatsen de letters

Ht.B achter hun naam. De op 5 december 1973 ingestelde decoratie wordt verleend voor 25 jaar dienst.
- Medaille voor Langdurige Dienst in de Politie

("Deens: "Hæderstegn for God Tjeneste i Politiet"). De dragers plaatsen de letters
H.T.P achter hun naam.
De op 5 juni 1959 door Frederik IX van Denemarken ingestelde decoratie wordt verleend voor 25 jaar dienst. Daarbij worden de jaren vóór de 21e verjaardag niet meegeteld. Men draagt de ronde zilveren medaille aan een tot een vijfhoek gevouwen groen-wit-groen lint op de linkerborst.

Op de voorzijde is een wapenschild met twee leeuwen afgebeeld,
 de keerzijde toont een eikenkrans en het inschrift "FORTJENT". 
Het rondschrift luidt "DANMARKS POLITI".

### De Koninklijke Beloningsmedaille
De op 4 september 1865 ingestelde Deense Koninklijke Beloningsmedailles (Deens: "Den Kongelige Belønningsmedalje"), worden veel gebruikt om langdurige dienstverbanden te belonen. Het gebruik van deze medaille is niet in statuten of wetten vastgelegd en de Deense monarch mag vrijelijk over de onderscheiding beschikken. Ook een jubileum aan het hof in de ambtenarij wordt met een beloningsmedaille gememoreerd. Denemarken gebruikt de Orde van de Dannebrog spaarzaam, het ridderkruis van deze orde wordt zelden aan zakenlieden of kunstenaars toegekend en is vooral voor ambtenaren en politici gereserveerd. Anderen mogen een van de Beloningsmedailles verwachten.
- Gouden Koninklijke Beloningsmedaille met kroon

("Deens: Den Kongelige Belønningsmedalje i Guld med Krone")
De dragers plaatsen de letters B.M.1* achter hun naam.
- Gouden Koninklijke Beloningsmedaille

("Deens: "Den Kongelige Belønningsmedalje i Guld")
De dragers plaatsen de letters B.M.1 achter hun naam.
- Koninklijke Beloningsmedaille in Zilver met Kroon

("Deens: Den Kongelige Belønningsmedalje i Sølv med Krone")
De dragers plaatsen de letters B.M.2* achter hun naam.
- Zilveren Koninklijke Beloningsmedaille

("Deens: "Den Kongelige Belønningsmedalje i Sølv")
De dragers plaatsen de letters B.M.2 achter hun naam.